# Presente indicativo
Il presente indicativo è una forma verbale coniugabile non marcata utilizzata in innumerevoli lingue. È in genere anche quella che mostra il maggior numero di usi e di forme irregolari.
Secondo le grammatiche tradizionali, indica uno stato o avvenimento presente. Si osservi ad esempio il seguente enunciato:
- In questo momento esco di casa

È chiaro che il momento dell'azione viene visto come contemporaneo al momento in cui si parla: per meglio specificare, si dirà che il presente indica generalmente un'azione o situazione che si svolge al momento dell'enunciazione.

## Presente indicativo in italiano
Questa forma verbale si coniuga sostituendo le desinenze dell'infinito (-are, -ere, -ire) con quelle previste nel sistema verbale italiano per il presente nelle tre coniugazioni:
|                          | 1ª persona io | 2ª persona tu | 3ª persona lui/lei | 1ª persona noi | 2ª persona voi | 3ª persona loro |
| 1ª coniugazione am-are   | am-o          | am-i          | am-a               | am-iamo        | am-ate         | am-ano          |
| 2ª coniugazione tem-ere  | tem-o         | tem-i         | tem-e              | tem-iamo       | tem-ete        | tem-ono         |
| 3ª coniugazione part-ire | part-o        | part-i        | part-e             | part-iamo      | part-ite       | part-ono        |

La maggior parte dei verbi della coniugazione in -ire prevede l'ampliamento della radice tramite un suffisso (-isc-):
| 3ª coniugazione cap-ire | cap- isco | cap- isci | cap- isce | cap-iamo | cap-ite | cap- iscono |

Non esiste comunque una regola che possa stabilire quali verbi prevedono questa particolarità di coniugazione; per questo, si consulti la voce sui cosiddetti verbi incoativi. Per quanto riguarda l'accento, questo cade talvolta sulla radice, qualche altra sulla desinenza. Esempio tipico: àmo, àmi, àma, amiàmo, amàte, àmano.
Si ricordano inoltre le seguenti caratteristiche nella formazione del presente:
- Questo tempo presenta pochissimi verbi irregolari nella coniugazione in -are (si tratta dei verbi stare, fare, dare ed andare); nelle altre coniugazioni sono presenti in numero maggiore.
- Le forme in noi e voi sono quasi sempre regolari.
- I verbi che terminano in -care e -gare (come cercare e pagare) mantengono il suono velare di /k/ e /g/ in tutte le forme, il che rende necessario un adattamento ortografico: pago, paghi, paga, paghiamo.
- Vale esattamente il discorso opposto per la seconda coniugazione, cioè per i verbi che terminano in -cere e -gere, come vincere o piangere: il suono di -c- e -g- può infatti cambiare a seconda della vocale che introduce la desinenza: vinco, vinci, vince, vinciamo, vincete, vincono ed è quindi velare davanti a o, ma palatale davanti ad e oppure i. In questo caso, non si rende necessario alcun adattamento ortografico. Si noti inoltre che in questi verbi la i nella desinenza della forma in noi (vinciamo) non sarà più pronunciata.
- Per i verbi che terminano in -ciare e -giare si avrà: mangio, mangi, mangia, mangiamo, mangiate, mangiano. Neanche in questo caso, la desinenza della forma in noi (mangiamo) viene pronunciata.
- I verbi che terminano in '-gnare mantengono regolarmente la i nella prima persona plurale: sogniamo, guadagniamo.

Un verbo che risulta regolare nella coniugazione di un tempo non deve necessariamente esserlo in un altro tempo. Ad esempio il verbo uscire è irregolare al presente, ma non al participio. Al contrario, scrivere è irregolare al participio, ma non al presente. Per il resto, si rimanda alla voce sui verbi irregolari italiani o a tabelle di coniugazione.

### Storia
Si tratta di una diretta eredità dalla lingua latina. Gli sviluppi che hanno portato al cambiamento delle desinenze originarie nelle forme flesse (laudo, laudas, laudat, laudamus, laudatis, laudant) non sono del tutto chiari.
Tra i vari mutamenti linguistici che caratterizzano il passaggio dal latino classico all'italiano, la caduta della consonante finale è senza dubbio uno dei fenomeni più vistosi (da laudat proviene loda, da laudamus proviene lodiamo, con caduta rispettivamente di -t e di -s).

### Il presente, i suoi usi basilari e le altre forme verbali
Le caratteristiche del presente possono essere illustrate tramite un confronto con alcune altre forme dell'indicativo. Dal paragone emerge una forma verbale caratterizzata dalla sua attualità e fattualità.
1) Il presente si trova in opposizione con il passato prossimo. La differenza tra le due forme sta principalmente nell'aspetto. Mentre il presente è una forma fondamentalmente imperfettiva (e presenta quindi gli avvenimenti considerati durante il loro svolgimento), il passato prossimo è esclusivamente perfettivo (e presenta dunque l'azione nella sua pienezza, fino al momento del loro compimento):
- Oggi sto male

è dunque un enunciato che presenta una situazione in corso in un dato momento. Al contrario, l'enunciato
- Oggi sono stato male

considera e presenta la situazione durante tutto l'arco del suo svolgimento. La frase descrive quindi anche il momento in cui la situazione giunge a compimento o alla fine. Se nel primo enunciato il malessere viene visto come uno stato o processo in corso, il secondo lo vede piuttosto come un evento.
2) L'imperfetto descrive infatti una situazione in corso che viene focalizzata nel passato (quando questa non giunge ancora a compimento o alla fine):
- Ieri alle sei ero a Roma.

Il presente descrive la situazione nello stesso modo, ma focalizza il momento dell'enunciazione:
- Oggi, in questo momento, sono a Roma.

Si deve comunque dire che le due forme verbali hanno una certa somiglianza tra di loro, dato che sono entrambe imperfettive.
Come forma del passato, anche il passato remoto si distingue chiaramente dal presente, anche se quest'ultimo può sostituirlo (si parla in questo caso di presente storico).
3) Il presente si trova in rapporto di opposizione con il futuro. Se il primo, rispetto al secondo indica un'azione o situazione sicura, il secondo la pone solo come possibile:
- Sara oggi è a Milano

esprime dunque più sicurezza rispetto a
- Sara oggi sarà a Milano.

Si dirà a questo punto che il futuro indica la posteriorità temporale, rispetto alla contemporaneità indicata dal presente. Questa teoria viene sostenuta da diversi studiosi, ma non è del tutto pacifica. Dopo tutto, entrambe le forme hanno la possibilità di riferirsi tanto ad avvenimenti presenti quanto ad avvenimenti futuri (anche se per indicare un avvenire chiaramente lontano dal momento dell'enunciazione si preferirà senza dubbio il futuro).
Concludendo, diremo che fondamentalmente il presente indica contemporaneità rispetto al momento dell'enunciazione. Questo non significa necessariamente che nell'uso della lingua questa caratteristica venga rigidamente applicata, perché esistono molti usi del presente, il quale può arrivare a sostituire forme verbali come quelle appena ricordate a titolo di paragone.

### Altri usi del presente
Il presente conosce usi che non rispecchiano il suo nome o le sue caratteristiche principali. Si tratta infatti della forma verbale non marcata, dunque di quella che in teoria potrebbe sostituire le altre forme verbali (Coseriu). Il presente viene spesso usato indipendentemente dal momento di enunciazione, indicando azioni anteriori o posteriori ad esso:
- Garibaldi nasce a Nizza nel 1807
- Fra un anno vado ad abitare a Nizza.

Inoltre, questo tempo è talmente flessibile che può sostituire le forme verbali di altri modi:
- Credo che è vero al posto di Credo che sia vero.

Nonostante tali semplificazioni possano essere in conflitto con le regole dell'italiano standard e quindi essere considerate errate, usando il presente è facile produrre degli enunciati indiscutibilmente logici, efficaci e spesso assai correnti grazie ai vari usi della lingua parlata e scritta.

#### Presente storico
Si pensi all'esempio già proposto:
- Garibaldi nasce a Nizza.

Si parla in questo caso dell'uso storico del presente, dunque dell'uso del presente al posto dei tempi del passato, il che può avere due ragioni.
La prima può essere quella di semplificare o di dare immediatezza alla scrittura e alla lettura di un intero testo, rinunciando così all'uso dei tempi del passato (passato prossimo, imperfetto, passato remoto): ciò avviene il più delle volte nel riassunto o può accadere in un racconto che, tramite un semplice procedimento retorico, viene narrato solo al presente per conferire al testo una sorta di vicinanza e vividezza.
La seconda ragione è che il presente storico può dare maggiore efficacia espressiva a una parte dell'enunciato, il che è particolarmente chiaro quando il presente si alterna alle forme del passato senza che vi sia un'apparente giustificazione per un cambio da una forma all'altra:
- Nessuno voleva aiutarmi, ero veramente nei guai, ma all'improvviso ecco che arriva un poliziotto.

L'uso del presente indica qui un maggior coinvolgimento emotivo oppure l'intenzione di mettere in evidenza un'azione piuttosto che un'altra.
Dal punto di vista retorico, l'uso storico del presente costituisce un processo di sostituzione (enallage).
Il presente storico, da un punto di vista aspettuale, può avere valore sia perfettivo sia imperfettivo.

#### Presente al posto dell'imperativo
Similmente al futuro, questa forma verbale può essere usata come alternativa all'imperativo, dunque non per descrivere uno stato di cose reale, ma desiderato o prescritto. La frase sarà espressa sotto forma di dichiarazione:
- Tu non entri qui senza il mio permesso, altrimenti chiamo la polizia.

Questo uso del presente ha il vantaggio di poter riferirsi anche alla prima persona singolare.

#### Presente gnomico
In alcuni casi, inoltre, si indicano stati di cose che prescindono dal momento in cui avvengono:
- Dio vede tutto.

Il senso dell'enunciato è infatti che Dio vedeva, vede e vedrà tutto. L'uso gnomico del presente è frequente soprattutto nei proverbi (Chi rompe paga; chi la fa l'aspetti); va comunque aggiunto che proprio nei proverbi si può riscontrare - più di rado - un uso del tutto simile del passato remoto (la superbia andò a cavallo e tornò a piedi).

#### Presente riportivo
Può benissimo accadere che il locutore voglia riportare ciò che sta vedendo a chi non ne ha la possibilità. È normale, in questo caso, che le diverse forme dal presente indichino momenti diversi anche se si trovano nello stesso enunciato. Si tratta di eventi vicini tra di loro ma organizzati in una catena temporale. Un esempio classico si osserva quando un giornalista sportivo riporta le azioni di una partita di calcio:
- Il centrocampista lascia rimbalzare la palla, poi dribbla l'avversario e si avvia verso l'area di rigore.

#### Presente al posto del futuro
Valgono per questo uso gli stessi principi che caratterizzano il presente storico: rispetto ai tempi del passato e del futuro, il presente dà in ogni caso maggiore enfasi all'enunciato, sicché l'atto linguistico di chi parla avrà maggior impatto su chi ascolta o legge. Dire
- mani in alto o sparo

ha senza dubbio maggior efficacia comunicativa che dire
- mani in alto o sparerò .

### Il presente nella formazione di parole
Alcune forme alla prima persona del presente latino, simile a quello italiano, sono state utilizzate nella formazione di sostantivi. Si ricorda ad esempio il credo, sostantivo latino derivato dalla forma verbale e poi ereditato dall'italiano; si tratta di parola ancora ben riconoscibile nel suo etimo.
Meno lineare è stata la formazione del sostantivo video, un prestito linguistico dal latino come lingua morta, per la precisione dal verbo vidēre ('vedere': video, io vedo). Non da ultimo grazie all'espansione dell'inglese come linguaggio della tecnica, la parola è ritornata in Italia e negli altri paesi di lingua romanza, ma con un'accezione completamente nuova.

## Il presente indicativo in francese
Anche se per ciascuna delle forme del presente francese è prevista una grafia diversa, nella catena di suoni della lingua parlata non sono riscontrabili grosse differenze tra le varie forme coniugate del presente. Infatti, la maggior parte delle forme di questo tempo si distinguono solo grazie alle consonanti finali ereditate dal latino: queste ultime vengono sì scritte, ma di solito non vengono pronunciate. Le forme che nel parlato si distinguono maggiormente dalle altre sono quelle in noi e voi.
|            | aimer (parlare) | prendre (prendere) | partir (partire) | finir (finire) | recevoir (ricevere) |
| ---------- | --------------- | ------------------ | ---------------- | -------------- | ------------------- |
| je         | aime            | prends             | pars             | finis          | reçois              |
| tu         | aimes           | prends             | pars             | finis          | reçois              |
| il/elle/on | aime            | prend              | part             | finit          | reçoit              |
| nous       | aimons          | prenons            | partons          | finissons      | recevons            |
| vous       | aimez           | prenez             | partez           | finissez       | recevez             |
| ils/elles  | aiment          | prennent           | partent          | finissent      | reçoivent           |

In questa come nelle altre lingue romanze, sono correnti l'uso gnomico, storico, al posto del futuro e al posto dell'imperativo.

## Il presente indicativo in spagnolo
Le coniugazioni spagnole in -ar -er ed -ir ricordano quelle del latino. Usted-ustedes sta per la forma di cortesia (lei, loro).
|                      | amar (amare) | temer (temere) | partir (partire) |
| -------------------- | ------------ | -------------- | ---------------- |
| yo                   | amo          | temo           | parto            |
| tú                   | amas         | temes          | partes           |
| él /ella /usted      | ama          | teme           | parte            |
| nosotros             | amamos       | tememos        | partimos         |
| vosotros             | amáis        | teméis         | partís           |
| ellos /ellas/ustedes | aman         | temen          | parten           |

## Il presente indicativo in portoghese
Anche il portoghese prevede la suddivisione in tre coniugazioni all'incirca come si ritrovano in italiano o in spagnolo.
|                 | amar (amare) | temer (temere) | partir (partire) |
| --------------- | ------------ | -------------- | ---------------- |
| eu              | amo          | temo           | parto            |
| tu              | amas         | temes          | partes           |
| ele/ela/você    | ama          | teme           | parte            |
| nós             | amamos       | tememos        | partimos         |
| vós             | amais        | temeis         | partis           |
| eles/elas/vocês | amam         | temem          | partem           |

## Il presente indicativo in inglese
Nella lingua inglese, come nel francese parlato, le forme del presente tendono a coincidere tra di loro. A maggior ragione, in questa lingua sarà obbligatorio specificare sempre il soggetto.
Solo la terza persona singolare si distingue dalle altre per la desinenza -s. Il verbo to be ('essere') è irregolare.
|           | to walk (camminare) | to be (essere) |
| --------- | ------------------- | -------------- |
| I         | walk                | am             |
| you       | walk                | are            |
| he/she/it | walks               | is             |
| we        | walk                | are            |
| you       | walk                | are            |
| they      | walk                | are            |

Alcuni casi particolari si presentano se il verbo termina con -o,-ss, -x, -ch, -sh, alla terza persona finirà in -es per facilitare l'articolazione, rendendo quindi la pronuncia più scorrevole. Se l'infinito termina con una consonante + y, la y viene sostituita da -ies. L'uso della desinenza verbale -s ricorda dunque la formazione del plurale dei sostantivi.
- To go ('andare') → he/she goes
- To kiss ('baciare') → he/she kisses
- To watch ('guardare') → he/she watches
- To wash ('lavare') → he/she washes
- To carry ('portare, trasportare') → he/she carries

La divisione in coniugazioni, tipica invece delle lingue romanze, manca del tutto in inglese. Il concetto del presente storico viene reso con il termine di vivid present.

## Il presente indicativo in tedesco
In tedesco, i verbi all'infinito terminano per -en o per -n, senza distinzione tra coniugazioni. Questa terminazione viene scambiata con le desinenze delle diverse persone. Da geh-en ('andare') avremo dunque le forme geh-e, geh-st ('vado, vai') eccetera. Come in inglese, sarà necessario specificare il soggetto, anche se le desinenze del presente rendono abbastanza ben riconoscibile la persona. I verbi irregolari presentano solitamente cambiamenti solo alla seconda e alla terza persona singolare.
|           | gehen, andare (reg.) | sprechen , parlare (irr.) |
| --------- | -------------------- | ------------------------- |
| ich       | gehe                 | spreche                   |
| du        | gehst                | sprichst                  |
| er/sie/es | geht                 | spricht                   |
| wir       | gehen                | sprechen                  |
| ihr       | geht                 | sprecht                   |
| sie       | gehen                | sprechen                  |

Per gli usi speciali come il presente storico, valgono le considerazioni fatte per l'italiano e le altre lingue romanze.